# Piper hostmannianum
Piper hostmannianum är en pepparväxtart som först beskrevs av Friedrich Anton Wilhelm Miquel, och fick sitt nu gällande namn av C. Dc.. Piper hostmannianum ingår i släktet Piper och familjen pepparväxter. Inga underarter finns listade i Catalogue of Life.